# Stadtbefestigung Telč

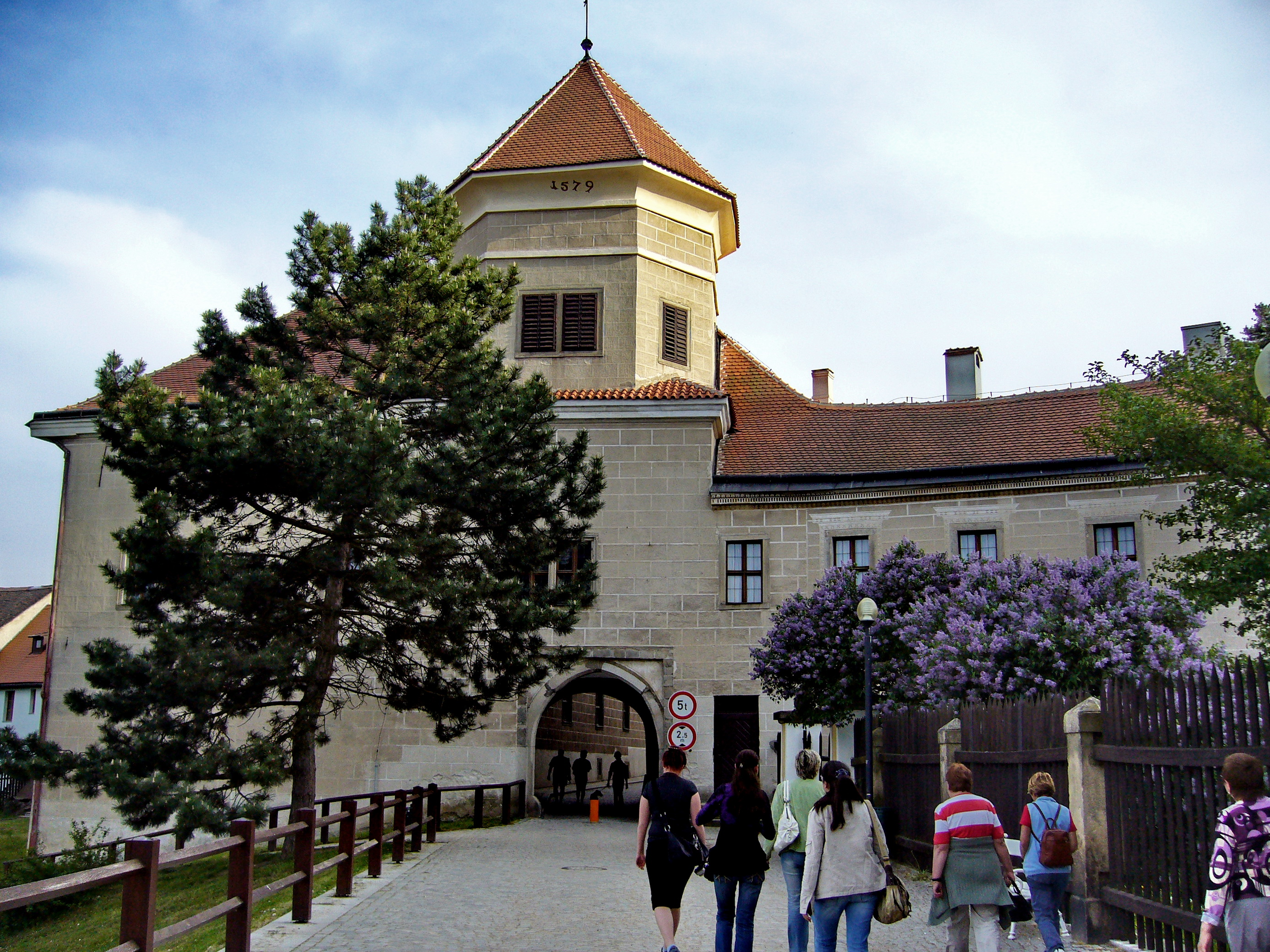
Unteres Tor in Telč, Feldseite

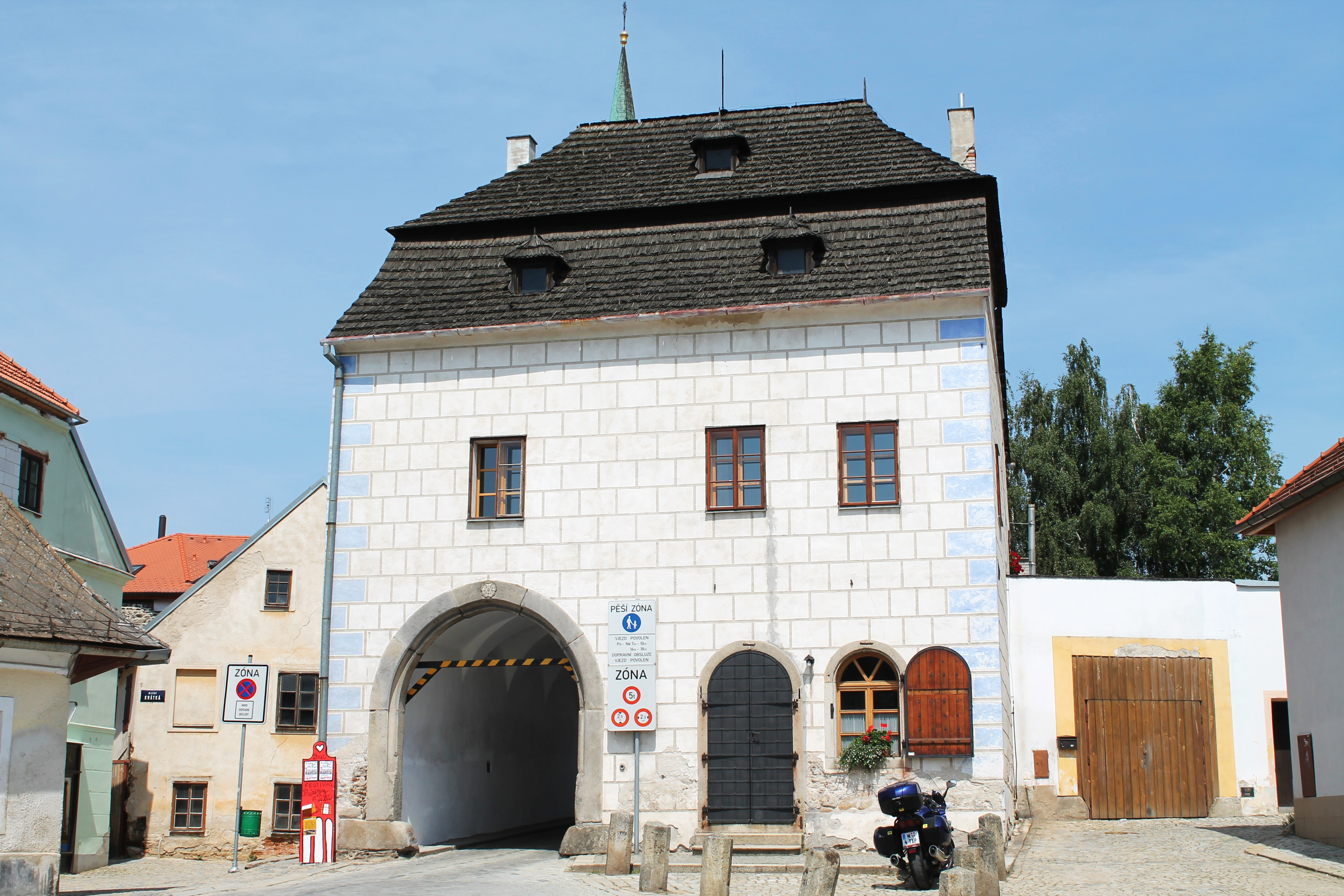
Oberes Tor, Stadtseite

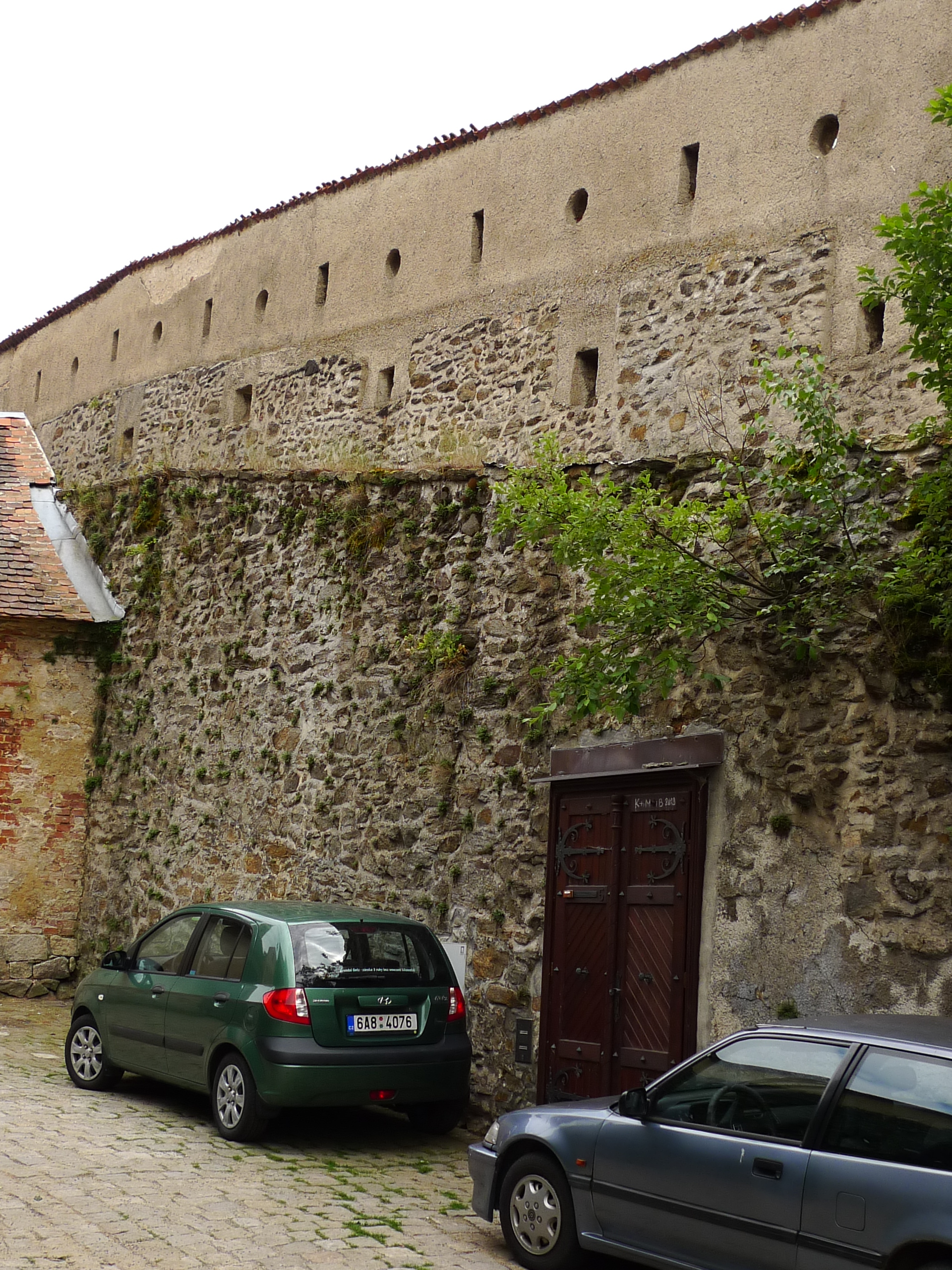
Stadtmauer

Die Stadtbefestigung in Telč (deutsch Teltsch), einer tschechischen Stadt im Okres Jihlava der Region Vysočina, entstand ab der Mitte des 14. Jahrhunderts. Die Stadtbefestigung ist ein geschütztes Kulturdenkmal.

## Beschreibung
Mit dem Aufbau der Neustadt entstand ab der Mitte des 14. Jahrhunderts die Stadtbefestigung. An der südöstlichen, nordöstlichen und südwestlichen Seite waren die Stadtmauern durch eine Ringmauer verdoppelt. Im nordöstlichen Teil schützten die Befestigungen der mittelalterlichen Burg, dem Vorgängerbau des heutigen Schlosses, die Stadt. Am östlichen Teil wurden Gräben ausgehoben und an den anderen Seiten wurden miteinander verbundene Teiche angelegt, sodass eine vollkommene Wasserfestung entstand.
In der südlichen Ecke wurden zwei Tore gebaut und im Norden entstand das Kleine Tor. In der zweiten Hälfte des 16. Jahrhunderts wurden die Stadttore umgebaut. Das Obere Tor erhielt 1629 seine heutige Gestalt, wobei 1814 seine Zinnen abgetragen und das Mansarddach aufgesetzt wurde. 
Die Stadtmauer wurde 1611 und 1629 ausgebessert und dabei wurde eine einheitliche Höhe von 10,5 Meter geschaffen. Seit dem 17. Jahrhundert kam es zum Anbau von Häusern an der Innenseite der Stadtmauer und zur Verbauung des Ringgrabens. Die Zugbrücken wurden Anfang des 17. Jahrhunderts durch Steinbrücken ersetzt.